# 초나선

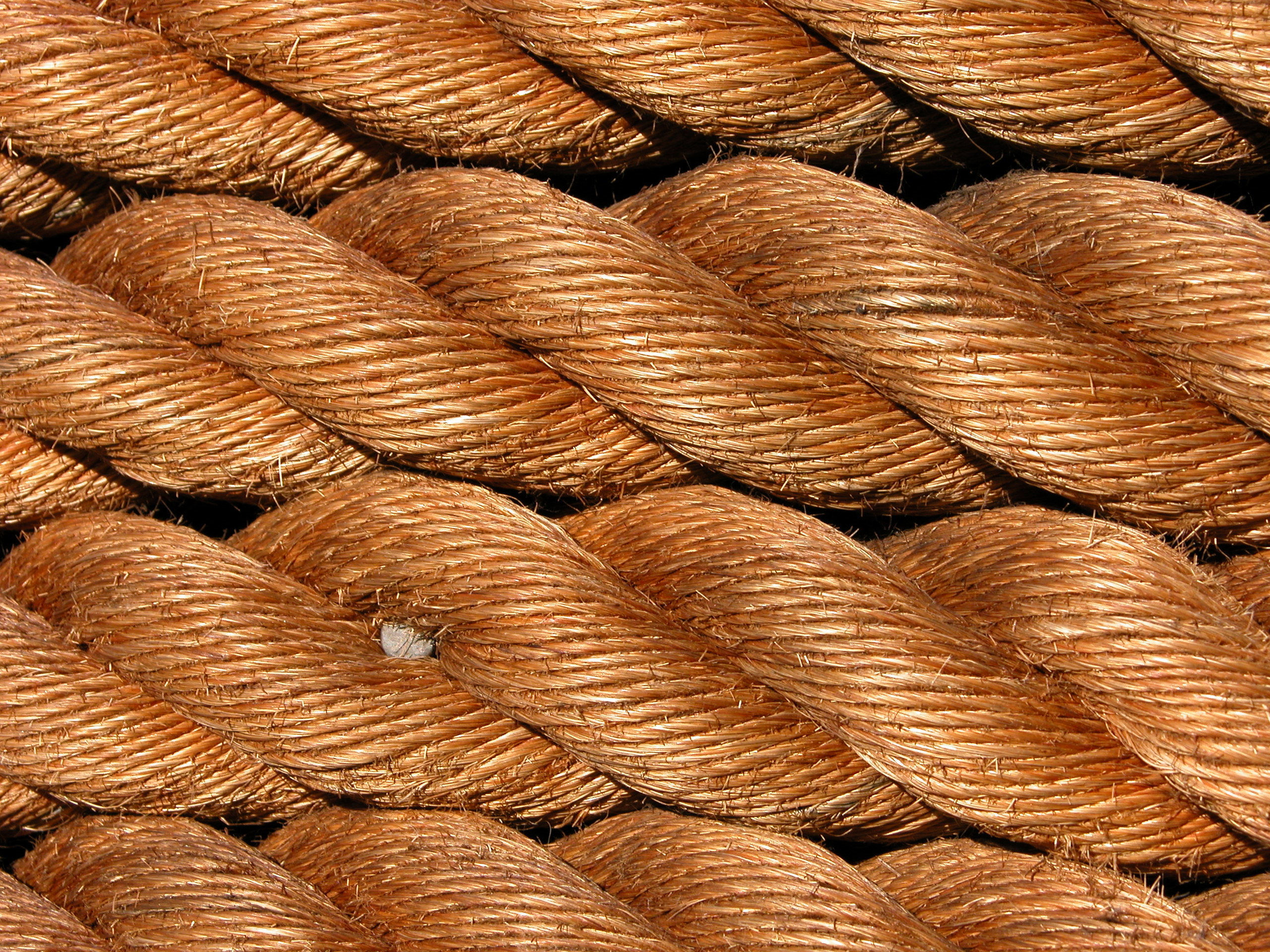
로프는 초나선 구조를 갖는다

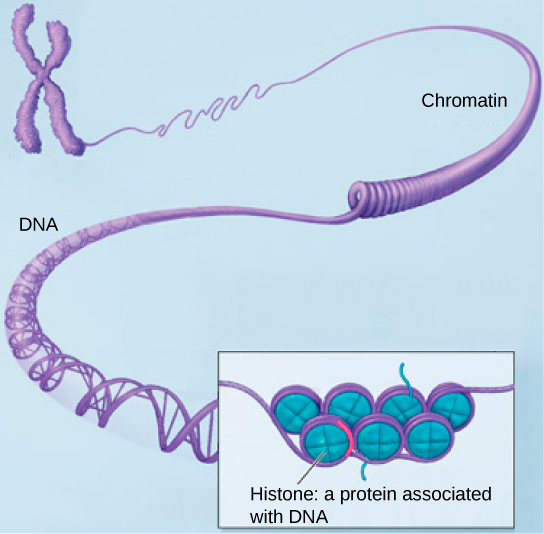
염색질의 초나선 구조를 보여주는 그림

초나선(超螺旋, superhelix)은 나선이 다시 나선 형태로 꼬여 있는 분자 구조이다. 이는 단백질과 과도하게 감긴 원형 DNA와 같은 유전자 물질 모두에 중요하다.
분자생물학 분야에서 가장 초기에 초나선을 언급한 중요한 기록은 1971년 F. B. 풀러의 연구이다.
공간 곡선의 기하학적 불변량인 꼬임수가 정의되고 연구되었다. 꼬인 끈의 중심 곡선의 경우, 꼬임수는 중심 곡선의 꼬임이 끈의 국부적 꼬임을 얼마나 해소했는지를 측정한다. 이 연구는 초나선 이중 가닥 DNA 고리 연구에서 발생하는 질문에 대한 응답으로 시작되었다.
꼬임수에 대해 수학자 W. F. 폴은 다음과 같이 말한다.
꼬임수는 닫힌 공간 곡선의 전체적인 기하학적 구조를 측정하는 표준적인 방법으로 잘 알려져 있다.
직관과 달리 위상수학적 속성인 연환수는 다음과 같은 관계에 따라 꼬임과 꼬임이라는 기하학적 속성에서 발생한다.
Lk= T + W,
여기서 Lk는 연환수, W는 꼬임수, T는 코일의 꼬임이다.
연환수는 한 가닥이 다른 가닥 주위를 감는 횟수를 나타낸다. DNA에서 이 속성은 변하지 않으며 DNA 회전효소라고 불리는 특수 효소에 의해서만 수정될 수 있다.

## 같이 보기
- DNA 슈퍼코일 (초나선 DNA)
- 코일드 코일
- 매듭 이론